# Eredivisie 2023-2024 (pallavolo femminile)
L'Eredivisie 2023-2024, 77ª edizione della massima serie del campionato olandese di pallavolo femminile si è svolta dal 7 ottobre 2023 al 4 maggio 2024: al torneo hanno partecipato dieci squadre di club olandesi e la vittoria finale è andata per la quarta volta, la seconda consecutiva, allo Sneek.

## Regolamento

### Formula
La formula ha previsto:
- Regular season, disputata con girone all'italiana, con gare di andata e ritorno, per un totale di diciotto giornate: le prime quattro classificate hanno acceduto alla Poule A della seconda fase, mentre le rimanenti sei squadre hanno acceduto alla Poule B;
- Poule A, disputata con girone all'italiana, con gare di andata e ritorno, per un totale di sei giornate. Per la classifica le squadre qualificate hanno ricevuto un punteggio bonus in base alla posizione in regular season: 3 punti alla prima classificata, 2 punti alla seconda, 1 punti alla terza e nessun punto alla quarta. Tutte le squadre hanno acceduto ai play-off scudetto, con le prime due ammesse direttamente alle semifinali;
- Poule B, disputata con girone all'italiana, con gare di andata e ritorno, per un totale di dieci giornate. Per la classifica le squadre qualificate hanno ricevuto un punteggio bonus in base alla posizione in regular season: 5 punti alla quinta classificata, 4 punti alla sesta, 3 punti alla settima, 2 punti all'ottava, 1 punto alla nona e nessun punto alla decima. Le prime due squadre classificate hanno acceduto ai play-off scudetto;
- Play-off scudetto, strutturati con quarti di finale e semifinali disputati con gare di andata e ritorno (ed eventuale golden set al termine della gara di ritorno in caso di parità di punti conquistati) e finale al meglio delle due vittorie su tre gare.

### Criteri di classifica
Se il risultato finale è stato di 3-0 o 3-1 sono stati assegnati 3 punti alla squadra vincente e 0 a quella sconfitta, se il risultato finale è stato di 3-2 sono stati assegnati 2 punti alla squadra vincente e 1 a quella sconfitta.
L'ordine del posizionamento in classifica è stato definito in base a:
- Punti;
- Ratio dei set vinti/persi;
- Ratio dei punti realizzati/subiti;
- Risultati degli scontri diretti[3].

## Squadre partecipanti
Al campionato di Eredivisie 2023-24 hanno partecipato dieci squadre di club olandesi: l'Eurosped si è ritirato mentre l'Activia ha utilizzato la licenza del club collegato del Flamingo's '56
| Club             | Stagione | Città         | Impianto                 | Stagione precedente      |
| ---------------- | -------- | ------------- | ------------------------ | ------------------------ |
| Activia          | dettagli | Sint Anthonis | Activiahal               | 1ª in Topdivisie B       |
| Apollo 8         | dettagli | Borne         | De Veste                 | 5ª in Eredivisie         |
| Dynamo Apeldoorn | dettagli | Apeldoorn     | Omnisport Apeldoorn      | 9ª in Eredivisie         |
| Peelpush         | dettagli | Meijel        | Sporthal de Körref       | 7ª in Eredivisie         |
| Sliedrecht       | dettagli | Sliedrecht    | Sporthal De Basis        | 4ª in Eredivisie         |
| Sneek            | dettagli | Sneek         | Sneker Sporthal          | Campione dei Paesi Bassi |
| Sudosa-Desto     | dettagli | Assen         | Sporthal Olympus         | 6ª in Eredivisie         |
| Utrecht          | dettagli | Utrecht       | Galgenwaard Sportcentrum | 2ª in Eredivisie         |
| Voltena          | dettagli | Altena        | De Crosser               | 8ª in Eredivisie         |
| Zwolle           | dettagli | Zwolle        | Landstede Sportcentrum   | 3ª in Eredivisie         |

## Torneo

### Regular season

#### Risultati
| Prima giornata |                                 |     |                                   |
|                |                                 |     |                                   |
| 08-10          | Apollo 8 - Peelpush             | 3-0 | 25-15, 25-20, 25-18               |
| 07-10          | Sliedrecht - Sneek              | 3-2 | 25-18, 17-25, 21-25, 25-21, 15-13 |
| 07-10          | Utrecht - Activia               | 3-0 | 25-13, 26-24, 25-18               |
| 08-10          | Zwolle - Voltena                | 3-0 | 25-22, 25-18, 25-17               |
| 07-10          | Sudosa-Desto - Dynamo Apeldoorn | 3-1 | 25-23, 17-25, 25-22, 25-9         |

| Seconda giornata |                             |     |                                   |
|                  |                             |     |                                   |
| 14-10            | Apollo 8 - Sliedrecht       | 3-2 | 25-14, 21-25, 25-18, 21-25, 15-13 |
| 14-10            | Voltena - Sudosa-Desto      | 0-3 | 13-25, 16-25, 19-25               |
| 14-10            | Activia - Zwolle            | 0-3 | 16-25, 22-25, 20-25               |
| 14-10            | Sneek - Utrecht             | 3-0 | 27-25, 25-16, 25-13               |
| 15-10            | Peelpush - Dynamo Apeldoorn | 0-3 | 23-25, 23-25, 20-25               |

| Terza giornata |                            |     |                                   |
|                |                            |     |                                   |
| 21-10          | Sliedrecht - Peelpush      | 3-2 | 25-27, 25-14, 25-15, 19-25, 15-10 |
| 21-10          | Utrecht - Apollo 8         | 3-1 | 25-20, 16-25, 25-21, 25-11        |
| 21-10          | Zwolle - Sneek             | 1-3 | 25-15, 20-25, 17-25, 21-25        |
| 21-10          | Sudosa-Desto - Activia     | 1-3 | 22-25, 20-25, 26-24, 18-25        |
| 22-10          | Dynamo Apeldoorn - Voltena | 3-0 | 25-17, 25-16, 25-21               |

| Quarta giornata |                            |     |                            |
|                 |                            |     |                            |
| 25-10           | Apollo 8 - Zwolle          | 1-3 | 16-25, 25-17, 8-25, 19-25  |
| 25-10           | Sliedrecht - Utrecht       | 3-0 | 26-24, 25-19, 25-22        |
| 26-10           | Activia - Dynamo Apeldoorn | 1-3 | 17-25, 19-25, 27-25, 25-27 |
| 29-11           | Sneek - Sudosa-Desto       | 3-1 | 25-22, 25-20, 16-25, 27-25 |
| 26-10           | Peelpush - Voltena         | 0-3 | 24-26, 19-25, 13-25        |

| Quinta giornata |                          |     |                                   |
|                 |                          |     |                                   |
| 28-10           | Utrecht - Peelpush       | 3-1 | 25-15, 25-16, 24-26, 25-20        |
| 29-10           | Zwolle - Sliedrecht      | 3-0 | 25-20, 25-21, 25-19               |
| 28-10           | Sudosa-Desto - Apollo 8  | 3-1 | 30-28, 23-25, 25-13, 25-19        |
| 28-10           | Dynamo Apeldoorn - Sneek | 0-3 | 22-25, 20-25, 26-28               |
| 28-10           | Voltena - Activia        | 3-2 | 20-25, 15-25, 25-19, 25-15, 19-17 |

| Sesta giornata |                             |     |                                   |
|                |                             |     |                                   |
| 04-11          | Apollo 8 - Dynamo Apeldoorn | 3-0 | 25-20, 25-19, 25-17               |
| 04-11          | Sliedrecht - Sudosa-Desto   | 2-3 | 25-14, 19-25, 25-18, 17-25, 11-15 |
| 04-11          | Utrecht - Zwolle            | 2-3 | 22-25, 28-26, 25-27, 25-19, 8-15  |
| 04-11          | Sneek - Voltena             | 3-0 | 25-21, 25-18, 25-22               |
| 05-11          | Peelpush - Activia          | 3-2 | 19-25, 25-19, 20-25, 25-18, 17-15 |

| Settima giornata |                               |     |                            |
|                  |                               |     |                            |
| 11-11            | Zwolle - Peelpush             | 3-1 | 27-29, 25-23, 25-18, 25-20 |
| 11-11            | Sudosa-Desto - Utrecht        | 1-3 | 26-24, 19-25, 22-25, 19-25 |
| 11-11            | Dynamo Apeldoorn - Sliedrecht | 0-3 | 32-34, 17-25, 15-25        |
| 11-11            | Voltena - Apollo 8            | 1-3 | 24-26, 23-25, 25-20, 22-25 |
| 11-11            | Activia - Sneek               | 1-3 | 25-18, 18-25, 25-27, 18-25 |

| Ottava giornata |                            |     |                                   |
|                 |                            |     |                                   |
| 19-11           | Apollo 8 - Activia         | 3-0 | 25-19, 25-20, 25-19               |
| 18-11           | Sliedrecht - Voltena       | 3-0 | 25-9, 25-13, 25-11                |
| 18-11           | Utrecht - Dynamo Apeldoorn | 3-1 | 25-16, 23-25, 25-20, 26-24        |
| 18-11           | Zwolle - Sudosa-Desto      | 3-2 | 25-14, 26-24, 16-25, 15-25, 16-14 |
| 19-11           | Peelpush - Sneek           | 2-3 | 25-21, 18-25, 25-15, 27-29, 7-15  |

| Nona giornata |                           |     |                                   |
|               |                           |     |                                   |
| 25-11         | Sudosa-Desto - Peelpush   | 3-0 | 25-14, 25-13, 25-21               |
| 25-11         | Dynamo Apeldoorn - Zwolle | 3-2 | 15-25, 26-24, 22-25, 25-22, 15-10 |
| 25-11         | Voltena - Utrecht         | 0-3 | 22-25, 23-25, 13-25               |
| 25-11         | Activia - Sliedrecht      | 1-3 | 21-25, 25-20, 19-25, 22-25        |
| 25-11         | Sneek - Apollo 8          | 0-3 | 26-28, 28-30, 20-25               |

| Decima giornata |                             |     |                                   |
|                 |                             |     |                                   |
| 02-12           | Sliedrecht - Apollo 8       | 3-2 | 25-23, 23-25, 25-17, 20-25, 19-17 |
| 02-12           | Utrecht - Sneek             | 2-3 | 25-22, 17-25, 18-25, 25-20, 9-15  |
| 02-12           | Zwolle - Activia            | 3-2 | 23-25, 25-15, 17-25, 25-17, 15-13 |
| 02-12           | Sudosa-Desto - Voltena      | 3-2 | 25-11, 25-18, 16-25, 19-25, 15-10 |
| 02-12           | Dynamo Apeldoorn - Peelpush | 1-3 | 18-25, 25-21, 25-27, 21-25        |

| Undicesima giornata |                            |     |                            |
|                     |                            |     |                            |
| 09-12               | Apollo 8 - Utrecht         | 3-1 | 25-15, 25-9, 16-25, 25-23  |
| 08-12               | Voltena - Dynamo Apeldoorn | 1-3 | 20-25, 21-25, 25-23, 20-25 |
| 09-12               | Activia - Sudosa-Desto     | 0-3 | 16-25, 17-25, 23-25        |
| 09-12               | Sneek - Zwolle             | 3-1 | 25-22, 25-18, 15-25, 25-13 |
| 10-12               | Peelpush - Sliedrecht      | 3-0 | 25-22, 25-23, 25-18        |

| Dodicesima giornata |                            |     |                                   |
|                     |                            |     |                                   |
| 14-12               | Utrecht - Sliedrecht       | 3-2 | 22-25, 28-26, 22-25, 25-19, 15-9  |
| 13-12               | Zwolle - Apollo 8          | 2-3 | 25-22, 23-25, 25-27, 25-14, 12-15 |
| 13-12               | Sudosa-Desto - Sneek       | 2-3 | 25-23, 25-22, 20-25, 24-26, 12-15 |
| 14-12               | Dynamo Apeldoorn - Activia | 3-1 | 25-17, 16-25, 26-24, 25-16        |
| 08-02               | Voltena - Peelpush         | 3-0 | 25-23, 25-21, 25-19               |

| Tredicesima giornata |                          |     |                                   |
|                      |                          |     |                                   |
| 16-12                | Apollo 8 - Sudosa-Desto  | 1-3 | 25-18, 21-25, 19-25, 21-25        |
| 16-12                | Sliedrecht - Zwolle      | 3-0 | 25-22, 25-23, 25-13               |
| 07-01                | Activia - Voltena        | 3-0 | 25-21, 25-19, 25-22               |
| 16-12                | Sneek - Dynamo Apeldoorn | 3-1 | 25-18, 25-16, 20-25, 28-26        |
| 17-12                | Peelpush - Utrecht       | 2-3 | 25-23, 17-25, 25-21, 18-25, 11-15 |

| Quattordicesima giornata |                             |     |                                  |
|                          |                             |     |                                  |
| 06-01                    | Zwolle - Utrecht            | 3-1 | 25-20, 17-25, 25-17, 25-23       |
| 17-01                    | Sudosa-Desto - Sliedrecht   | 1-3 | 21-25, 18-25, 25-17, 22-25       |
| 21-01                    | Dynamo Apeldoorn - Apollo 8 | 1-3 | 23-25, 16-25, 25-18, 21-25       |
| 06-01                    | Voltena - Sneek             | 0-3 | 22-25, 18-25, 24-26              |
| 22-01                    | Activia - Peelpush          | 3-2 | 21-25, 25-16, 14-25, 25-19, 15-8 |

| Quindicesima giornata |                               |     |                                  |
|                       |                               |     |                                  |
| 13-01                 | Apollo 8 - Voltena            | 3-0 | 25-19, 25-11, 25-13              |
| 13-01                 | Sliedrecht - Dynamo Apeldoorn | 3-2 | 20-25, 25-17, 21-25, 25-17, 15-7 |
| 13-01                 | Utrecht - Sudosa-Desto        | 1-3 | 20-25, 25-21, 23-25, 23-25       |
| 13-01                 | Sneek - Activia               | 3-0 | 25-16, 25-23, 25-18              |
| 14-01                 | Peelpush - Zwolle             | 0-3 | 13-25, 9-25, 16-25               |

| Sedicesima giornata |                            |     |                                   |
|                     |                            |     |                                   |
| 20-01               | Sudosa-Desto - Zwolle      | 3-0 | 25-19, 25-19, 25-17               |
| 20-01               | Dynamo Apeldoorn - Utrecht | 0-3 | 19-25, 17-25, 17-25               |
| 20-01               | Voltena - Sliedrecht       | 2-3 | 27-25, 14-25, 22-25, 25-19, 12-15 |
| 20-01               | Activia - Apollo 8         | 0-3 | 22-25, 21-25, 18-25               |
| 20-01               | Sneek - Peelpush           | 3-1 | 23-25, 28-26, 25-23, 25-18        |

| Diciassettesima giornata |                           |     |                            |
|                          |                           |     |                            |
| 28-01                    | Apollo 8 - Sneek          | 1-3 | 25-23, 22-25, 18-25, 19-25 |
| 27-01                    | Sliedrecht - Activia      | 3-0 | 25-15, 25-22, 25-23        |
| 27-01                    | Utrecht - Voltena         | 3-0 | 25-15, 25-17, 25-19        |
| 27-01                    | Zwolle - Dynamo Apeldoorn | 3-1 | 25-23, 25-12, 22-25, 25-23 |
| 28-01                    | Peelpush - Sudosa-Desto   | 1-3 | 21-25, 9-25, 25-23, 13-25  |

| Diciottesima giornata |                                 |     |                                  |
|                       |                                 |     |                                  |
| 03-02                 | Dynamo Apeldoorn - Sudosa-Desto | 1-3 | 20-25, 25-11, 23-25, 24-26       |
| 03-02                 | Voltena - Zwolle                | 0-3 | 20-25, 21-25, 20-25              |
| 03-02                 | Activia - Utrecht               | 1-3 | 25-21, 15-25, 27-29, 19-25       |
| 03-02                 | Sneek - Sliedrecht              | 3-2 | 25-18, 25-20, 27-29, 22-25, 15-7 |
| 04-02                 | Peelpush - Apollo 8             | 0-3 | 22-25, 25-27, 21-25              |

#### Classifica
| Pos. | Squadra          | Pt | G  | V  | P  | SV | SP | Ratio | PF    | PS    | Ratio |
| ---- | ---------------- | -- | -- | -- | -- | -- | -- | ----- | ----- | ----- | ----- |
| 1.   | Sneek            | 45 | 18 | 16 | 2  | 50 | 21 | 2,381 | 1 659 | 1 491 | 1,113 |
| 2.   | Sudosa-Desto     | 36 | 18 | 12 | 6  | 44 | 28 | 1,571 | 1 624 | 1 486 | 1,093 |
| 3.   | Apollo 8         | 35 | 18 | 12 | 6  | 43 | 25 | 1,720 | 1 532 | 1 458 | 1,051 |
| 4.   | Zwolle           | 35 | 18 | 12 | 6  | 42 | 28 | 1,500 | 1 563 | 1 441 | 1,085 |
| 5.   | Sliedrecht       | 35 | 18 | 12 | 6  | 44 | 30 | 1,467 | 1 629 | 1 524 | 1,069 |
| 6.   | Utrecht          | 33 | 18 | 11 | 7  | 40 | 30 | 1,333 | 1 579 | 1 479 | 1,068 |
| 7.   | Dynamo Apeldoorn | 18 | 18 | 6  | 12 | 27 | 41 | 0,659 | 1 475 | 1 564 | 0,943 |
| 8.   | Peelpush         | 12 | 18 | 3  | 15 | 21 | 48 | 0,438 | 1 380 | 1 605 | 0,860 |
| 9.   | Activia          | 11 | 18 | 3  | 15 | 20 | 48 | 0,417 | 1 406 | 1 566 | 0,898 |
| 10.  | Voltena (-6)     | 4  | 18 | 3  | 15 | 15 | 47 | 0,319 | 1 216 | 1 449 | 0,839 |

      Qualificata alla Poule A
      Qualificata alla Poule B
Note:
Al Voltena sono stati inflitti sei punti di penalità per non aver disputato due partite di campionato (dodicesima e tredicesima giornata), poi recuperate.

### Poule A

#### Risultati
| Prima giornata |                         |     |                            |
|                |                         |     |                            |
| 24-02          | Apollo 8 - Sudosa-Desto | 3-0 | 25-18, 25-22, 25-16        |
| 25-02          | Zwolle - Sneek          | 1-3 | 19-25, 21-25, 29-27, 16-25 |

| Seconda giornata |                       |     |                                   |
|                  |                       |     |                                   |
| 02-03            | Sudosa-Desto - Zwolle | 2-3 | 23-25, 25-22, 25-20, 22-25, 10-15 |
| 02-03            | Sneek - Apollo 8      | 1-3 | 21-25, 27-25, 13-25, 20-25        |

| Terza giornata |                      |     |                     |
|                |                      |     |                     |
| 09-03          | Sneek - Sudosa-Desto | 3-0 | 25-22, 25-20, 25-11 |
| 09-03          | Apollo 8 - Zwolle    | 3-0 | 25-21, 25-21, 25-21 |

| Quarta giornata |                       |     |                                   |
|                 |                       |     |                                   |
| 16-03           | Zwolle - Sudosa-Desto | 1-3 | 20-25, 17-25, 25-23, 26-28        |
| 17-03           | Apollo 8 - Sneek      | 3-2 | 28-26, 19-25, 25-18, 19-25, 16-14 |

| Quinta giornata |                      |     |                                   |
|                 |                      |     |                                   |
| 23-03           | Sudosa-Desto - Sneek | 2-3 | 25-18, 24-26, 24-26, 25-21, 10-15 |
| 24-03           | Zwolle - Apollo 8    | 3-0 | 25-23, 25-19, 25-17               |

| Sesta giornata |                         |     |                            |
|                |                         |     |                            |
| 27-03          | Sudosa-Desto - Apollo 8 | 3-1 | 25-20, 25-22, 10-25, 25-23 |
| 06-04          | Sneek - Zwolle          | 3-0 | 25-13, 30-28, 25-22        |

#### Classifica
| Pos. | Squadra      | Pt tot | Bonus | Pt | G | V | P | SV | SP | Ratio | PF  | PS  | Ratio |
| ---- | ------------ | ------ | ----- | -- | - | - | - | -- | -- | ----- | --- | --- | ----- |
| 1.   | Sneek        | 15     | 3     | 12 | 6 | 4 | 2 | 15 | 9  | 1,667 | 552 | 516 | 1,070 |
| 2.   | Apollo 8     | 12     | 1     | 11 | 6 | 4 | 2 | 13 | 9  | 1,444 | 506 | 468 | 1,081 |
| 3.   | Sudosa-Desto | 10     | 2     | 8  | 6 | 2 | 4 | 10 | 14 | 0,714 | 508 | 541 | 0,939 |
| 4.   | Zwolle       | 5      | 0     | 5  | 6 | 2 | 4 | 8  | 14 | 0,571 | 481 | 522 | 0,921 |

      Qualificata alle semifinali dei play-off scudetto
      Qualificata ai play-off scudetto

### Poule B

#### Risultati
| Prima giornata |                             |     |                                   |
|                |                             |     |                                   |
| 16-02          | Voltena - Sliedrecht        | 2-3 | 25-16, 25-20, 17-25, 15-25, 12-15 |
| 17-02          | Activia - Utrecht           | 0-3 | 21-25, 20-25, 20-25               |
| 18-02          | Peelpush - Dynamo Apeldoorn | 0-3 | 22-25, 17-25, 24-26               |

| Seconda giornata |                               |     |                                   |
|                  |                               |     |                                   |
| 24-02            | Dynamo Apeldoorn - Sliedrecht | 3-2 | 25-27, 25-22, 19-25, 25-22, 15-11 |
| 24-02            | Utrecht - Voltena             | 3-0 | 25-12, 25-15, 25-13               |
| 25-02            | Peelpush - Activia            | 2-3 | 25-22, 24-26, 22-25, 25-22, 9-15  |

| Terza giornata |                            |     |                            |
|                |                            |     |                            |
| 27-02          | Activia - Dynamo Apeldoorn | 1-3 | 25-20, 20-25, 22-25, 20-25 |
| 28-02          | Voltena - Peelpush         | 0-3 | 13-25, 12-25, 16-25        |
| 28-02          | Sliedrecht - Utrecht       | 1-3 | 23-25, 18-25, 25-23, 22-25 |

| Quarta giornata |                            |     |                            |
|                 |                            |     |                            |
| 02-03           | Voltena - Activia          | 1-3 | 25-23, 13-25, 21-25, 22-25 |
| 02-03           | Dynamo Apeldoorn - Utrecht | 3-1 | 18-25, 25-21, 25-19, 26-24 |
| 03-03           | Peelpush - Sliedrecht      | 1-3 | 21-25, 24-26, 26-24, 17-25 |

| Quinta giornata |                            |     |                                   |
|                 |                            |     |                                   |
| 08-03           | Voltena - Dynamo Apeldoorn | 1-3 | 26-28, 15-25, 29-27, 22-25        |
| 09-03           | Sliedrecht - Activia       | 2-3 | 20-25, 25-21, 25-17, 23-25, 11-15 |
| 09-03           | Utrecht - Peelpush         | 3-0 | 25-16, 25-16, 25-21               |

| Sesta giornata |                             |     |                            |
|                |                             |     |                            |
| 10-03          | Dynamo Apeldoorn - Peelpush | 3-1 | 25-27, 25-19, 25-18, 25-21 |
| 14-03          | Sliedrecht - Voltena        | 3-0 | 25-20, 25-15, 25-16        |
| 06-04          | Utrecht - Activia           | 3-1 | 25-20, 25-17, 21-25, 25-20 |

| Settima giornata |                               |     |                                   |
|                  |                               |     |                                   |
| 16-03            | Voltena - Utrecht             | 1-3 | 25-22, 12-25, 22-25, 14-25        |
| 16-03            | Activia - Peelpush            | 3-2 | 25-22, 20-25, 20-25, 27-25, 16-14 |
| 16-03            | Sliedrecht - Dynamo Apeldoorn | 1-3 | 15-25, 29-27, 22-25, 17-25        |

| Ottava giornata |                            |     |                                   |
|                 |                            |     |                                   |
| 21-03           | Utrecht - Sliedrecht       | 2-3 | 25-21, 25-23, 19-25, 15-25, 12-15 |
| 21-03           | Peelpush - Voltena         | 3-0 | 25-21, 25-20, 25-23               |
| 21-03           | Dynamo Apeldoorn - Activia | 3-1 | 25-16, 25-21, 25-27, 25-16        |

| Nona giornata |                            |     |                                  |
|               |                            |     |                                  |
| 23-03         | Activia - Voltena          | 3-0 | 25-23, 25-22, 25-19              |
| 23-03         | Utrecht - Dynamo Apeldoorn | 0-3 | 20-25, 23-25, 23-25              |
| 23-03         | Sliedrecht - Peelpush      | 3-2 | 25-18, 24-26, 25-21, 22-25, 15-9 |

| Decima giornata |                            |     |                            |
|                 |                            |     |                            |
| 28-03           | Peelpush - Utrecht         | 1-3 | 19-25, 23-25, 25-23, 28-30 |
| 28-03           | Activia - Sliedrecht       | 0-3 | 24-26, 11-25, 16-25        |
| 28-03           | Dynamo Apeldoorn - Voltena | 3-0 | 25-17, 25-22, 25-16        |

#### Classifica
| Pos. | Squadra          | Pt tot | Bonus | Pt | G  | V  | P  | SV | SP | Ratio | PF  | PS  | Ratio |
| ---- | ---------------- | ------ | ----- | -- | -- | -- | -- | -- | -- | ----- | --- | --- | ----- |
| 1.   | Dynamo Apeldoorn | 32     | 3     | 29 | 10 | 10 | 0  | 30 | 8  | 3,750 | 931 | 807 | 1,154 |
| 2.   | Utrecht          | 26     | 4     | 22 | 10 | 7  | 3  | 24 | 13 | 1,846 | 870 | 770 | 1,131 |
| 3.   | Sliedrecht       | 22     | 5     | 17 | 10 | 6  | 4  | 24 | 19 | 1,263 | 954 | 891 | 1,071 |
| 4.   | Activia          | 13     | 1     | 12 | 10 | 5  | 5  | 18 | 22 | 0,818 | 855 | 907 | 0,942 |
| 5.   | Peelpush         | 11     | 2     | 9  | 10 | 2  | 8  | 15 | 24 | 0,625 | 849 | 888 | 0,956 |
| 6.   | Voltena          | 1      | 0     | 1  | 10 | 0  | 10 | 5  | 30 | 0,167 | 655 | 851 | 0,770 |

      Qualificata ai play-off scudetto

### Play-off scudetto

#### Tabellone
|  | Quarti di finale | Quarti di finale | Quarti di finale | Quarti di finale |     |    | Semifinali | Semifinali | Semifinali | Semifinali |  |  | Finale | Finale | Finale | Finale | Finale |  |
|  |                  |                  |                  |                  |     |    |            |            |            |            |  |  |        |        |        |        |        |  |
|  |                  |                  |                  |                  |     |    | 2A         | Apollo 8   | 0          | 0          |  |  |        |        |        |        |        |  |
|  |                  |                  |                  |                  |     |    | 2A         | Apollo 8   | 0          | 0          |  |  |        |        |        |        |        |  |
|  |                  |                  | 2B               | Utrecht          | 3   | 3  |            |            |            |            |  |  |        |        |        |        |        |  |
|  | 3A               | Sudosa-Desto     | 2B               | Utrecht          | 3   | 3  | 1          | 3          |            |            |  |  |        |        |        |        |        |  |
|  | 3A               | Sudosa-Desto     |                  |                  |     |    |            |            |            |            |  |  |        |        |        |        |        |  |
|  | 2B               | Utrecht          | 3                | 2                |     |    |            |            |            |            |  |  |        |        |        |        |        |  |
|  | 2B               | Utrecht          | 3                | 2                |     | 2B | Utrecht    | 0          | 2          |            |  |  |        |        |        |        |        |  |
|  |                  |                  |                  |                  |     |    |            |            |            |            |  |  |        |        |        |        |        |  |
|  |                  |                  | 1A               | Sneek            | 3   | 3  |            |            |            |            |  |  |        |        |        |        |        |  |
|  |                  |                  |                  |                  | 3   | 3  |            |            |            |            |  |  |        |        |        |        |        |  |
|  |                  |                  |                  |                  |     |    |            |            |            |            |  |  |        |        |        |        |        |  |
|  |                  |                  |                  |                  |     |    |            |            |            |            |  |  |        |        |        |        |        |  |
|  |                  | 1A               | Sneek            | 3                | 115 |    |            |            |            |            |  |  |        |        |        |        |        |  |
|  |                  |                  |                  |                  | 115 |    |            |            |            |            |  |  |        |        |        |        |        |  |
|  |                  |                  | 1B               | Dynamo Apeldoorn | 1   | 38 |            |            |            |            |  |  |        |        |        |        |        |  |
|  | 4A               | Zwolle           | 1B               | Dynamo Apeldoorn | 1   | 38 | 3          | 0          |            |            |  |  |        |        |        |        |        |  |
|  | 4A               | Zwolle           |                  |                  |     |    |            |            |            |            |  |  |        |        |        |        |        |  |
|  | 1B               | Dynamo Apeldoorn | 2                | 3                |     |    |            |            |            |            |  |  |        |        |        |        |        |  |

#### Risultati

##### Quarti di finale
| Andata |                           |     |                                   |
|        |                           |     |                                   |
| 11-04  | Utrecht - Sudosa-Desto    | 3-1 | 32-30, 25-23, 8-25, 25-16         |
| 11-04  | Dynamo Apeldoorn - Zwolle | 2-3 | 25-21, 25-18, 17-25, 22-25, 12-15 |

| Ritorno |                           |     |                                   |
|         |                           |     |                                   |
| 14-04   | Sudosa-Desto - Utrecht    | 3-2 | 25-11, 25-27, 22-25, 25-21, 15-13 |
| 14-04   | Zwolle - Dynamo Apeldoorn | 0-3 | 23-25, 18-25, 17-25               |

##### Semifinali
| Andata |                          |     |                            |
|        |                          |     |                            |
| 18-04  | Utrecht - Apollo 8       | 3-0 | 25-16, 25-15, 25-20        |
| 18-04  | Dynamo Apeldoorn - Sneek | 1-3 | 23-25, 25-23, 22-25, 22-25 |

| Ritorno |                          |     |                                             |
|         |                          |     |                                             |
| 20-04   | Apollo 8 - Utrecht       | 0-3 | 16-25, 20-25, 20-25                         |
| 21-04   | Sneek - Dynamo Apeldoorn | 1-3 | 16-25, 17-25, 25-23, 24-26 Golden set: 15-8 |

##### Finale
| Gara 1 |                 |     |                     |
|        |                 |     |                     |
| 28-04  | Sneek - Utrecht | 3-0 | 25-19, 25-21, 25-19 |

| Gara 2 |                 |     |                                   |
|        |                 |     |                                   |
| 04-05  | Utrecht - Sneek | 2-3 | 25-23, 22-25, 22-25, 25-19, 11-15 |

## Statistiche
| Rendimento individuale | Rendimento individuale | Rendimento individuale | Rendimento individuale |
| Pos.                   | Nome                   | Punti                  | Squadra                |
| ---------------------- | ---------------------- | ---------------------- | ---------------------- |
| 1                      | Paula Boonstra         | 463                    | Sudosa-Desto           |
| 2                      | Evie van Kerkvoorde    | 453                    | Sliedrecht             |
| 3                      | Dagmar Mourits         | 404                    | Dynamo Apeldoorn       |
| 4                      | Iris Reinders          | 390                    | Utrecht                |
| 5                      | Wies Smits             | 386                    | Peelpush               |
| 6                      | Benthe Wismans         | 376                    | Dynamo Apeldoorn       |
| 7                      | Rosa Entius            | 333                    | Sneek                  |
| 8                      | Rixt van der Wal       | 323                    | Sneek                  |
| 9                      | Jet Kok                | 320                    | Zwolle                 |
| 10                     | Marly Bak              | 317                    | Utrecht                |

| Attacchi vincenti | Attacchi vincenti   | Attacchi vincenti | Attacchi vincenti |
| Pos.              | Nome                | Punti             | Squadra           |
| ----------------- | ------------------- | ----------------- | ----------------- |
| 1                 | Paula Boonstra      | 404               | Sudosa-Desto      |
| 2                 | Evie van Kerkvoorde | 351               | Sliedrecht        |
| 3                 | Iris Reinders       | 343               | Utrecht           |
| 4                 | Wies Smits          | 336               | Peelpush          |
| 5                 | Dagmar Mourits      | 328               | Dynamo Apeldoorn  |
| 6                 | Benthe Wismans      | 314               | Dynamo Apeldoorn  |
| 7                 | Rosa Entius         | 296               | Sneek             |
| 8                 | Marly Bak           | 268               | Utrecht           |
| 9                 | Jet Kok             | 263               | Zwolle            |
| 10                | Christie Wolt       | 257               | Utrecht           |

| Muri vincenti | Muri vincenti             | Muri vincenti | Muri vincenti |
| Pos.          | Nome                      | Punti         | Squadra       |
| ------------- | ------------------------- | ------------- | ------------- |
| 1             | Rixt van der Wal          | 105           | Sneek         |
| 2             | Carlijn Koebrugge         | 79            | Apollo 8      |
| 2             | Lana Lijkendijk           | 79            | Sliedrecht    |
| 4             | Emily Silderhuis          | 72            | Zwolle        |
| 5             | Maureen van der Woude     | 68            | Sudosa-Desto  |
| 5             | Pleun Ypma                | 68            | Utrecht       |
| 7             | Jule van Hout             | 62            | Activia       |
| 8             | Roos Wessels              | 54            | Apollo 8      |
| 9             | Marianne het Lam-Scholten | 53            | Zwolle        |
| 9             | Nynke Hofstede            | 53            | Sneek         |

| Battute vincenti | Battute vincenti    | Battute vincenti | Battute vincenti |
| Pos.             | Nome                | Punti            | Squadra          |
| ---------------- | ------------------- | ---------------- | ---------------- |
| 1                | Evie van Kerkvoorde | 61               | Sliedrecht       |
| 2                | Suus Gerritsen      | 55               | Dynamo Apeldoorn |
| 3                | Luna Strikwerda     | 48               | Dynamo Apeldoorn |
| 4                | Lana Lijkendijk     | 45               | Sliedrecht       |
| 4                | Jule van Hout       | 45               | Activia          |
| 6                | Eline Mosselaar     | 43               | Sudosa-Desto     |
| 6                | Nynke Oud           | 43               | Sneek            |
| 8                | Marit Pasterkamp    | 40               | Utrecht          |
| 9                | Lotte van der Horst | 38               | Apollo 8         |
| 10               | Jorieke Bodde       | 36               | Apollo 8         |
| 10               | Iris Reinders       | 36               | Utrecht          |
| 10               | Senna van den Berg  | 36               | Voltena          |